# Dolores Fonzi
Dolores María Fonzi (Buenos Aires, 19 de julio de 1978) es una actriz, directora y guionista argentina. Saltó a la fama con la telenovela juvenil Verano del 98.

## Biografía
Dolores Fonzi nació el 19 de julio de 1978 en la ciudad de Buenos Aires. Tras la separación de sus padres, se trasladó junto a su madre y hermano menor, el actor Tomás Fonzi, a la ciudad de Adrogué, en el Gran Buenos Aires, donde crecieron.

## Carrera
Estudió actuación en la escuela de Carlos Gandolfo. En 1996, cuando tenía diecisiete años de edad, hizo su primera aparición televisiva en la serie La nena. En 1998, Cris Morena la eligió para que interpretara a Clara Vázquez en Verano del 98 junto a su hermano, quien interpretaba a Benjamín Vázquez. Gracias a esta exitosa tira y a su personaje como villana, cobró gran popularidad y éxito. A finales de 1999 abandonó Verano del 98 para formar parte del reparto de la película de Marcelo Piñeyro, Plata quemada y en Esperando al Mesías.
En 2001, tuvo un gran reconocimiento al integrar el elenco de El sodero de mi vida en canal 13, donde interpretaba a una chica con un leve retraso mental. Experimentando con Luis Ortega nace la cinta Caja negra, donde actuó y participó de la creación integral. Más tarde actuó en películas como Vidas privadas (2001), El fondo del mar (2003), El aura (2005), La mujer rota (2007), Salamandra (2008), El club de la muerte (2008) y El campo (2011), por esta última fue nominada al premio Condor de Plata a mejor actriz.
En 2003 protagonizó el unitario Disputas y  participó en la adaptación de la obra teatral de John Ford, Lástima que sea una puta. Al año siguiente protagonizó junto a Mariano Martínez el unitario de terror, Sangre fría por Telefe.
Durante 2006, protagonizó y produjo la miniserie Soy tu fan que en 2010 fue adaptada por Canana Films en México. Además protagonizó la tira El tiempo no para por Canal 9. Del 2005 al 2008 participó de cuatro capítulos de Mujeres asesinas. Interpretó a Marcela en el capítulo «Marcela, lastimada» de la cuarta temporada, Consuelo en el capítulo «Rita, burlada» (2007) y Claudia Sobrero en «Claudia Sobrero, cuchillero» (2005). 
Su regreso a la televisión fue en 2012 con su participación en la nueva producción de Underground para Telefe, Graduados. Además, formó parte del unitario de  TV Pública, En Terapia junto a los actores Norma Aleandro, Diego Peretti, Leonardo Sbaraglia, Germán Palacios, Ailín Salas y Julieta Cardinali. También retomó el teatro como protagonista de la obra Isósceles. Ese año, también realizó el rodaje de El Crítico de Hernán Guerschuny, una coproducción entre HC Films y Lagarto Cine donde Dolores Fonzi tuvo el protagónico junto a Rafael Spregelburd. En televisión participó como actriz invitada en dos episodios de la serie Aliados.
En 2015 protagonizó el filme La patota, adaptación de la película protagonizada por Mirtha Legrand, en 1960. La película tuvo una fuerte recaudación en taquilla y críticas favorables, siendo elogiada en el Festival de Cannes. También actuó en Truman, filme protagonizado por Ricardo Darín. En 2016 formó parte del elenco de la telenovela de Telefe, La Leona, encarando el papel de Eugenia.
En el año 2023, guionizó, protagonizó y dirigió su primer largometraje, Blondi que obtuvo la nominación en Festival Internacional de Cine Independiente de Buenos Aires.

## Vida personal
Es hermana mayor del actor Tomás Fonzi.
Entre 2007 y 2014 estuvo en pareja con el actor mexicano Gael García Bernal, a quien conoció en el set de la película Vidas privadas (2001). Juntos tuvieron dos hijos: Lázaro, nacido en Madrid en 2009, y Libertad, nacida en Buenos Aires en 2011.
Desde 2015 se encuentra en pareja con el director de cine argentino Santiago Mitre, a quien conoció en 2014 en el set de la película La patota, dirigida por Mitre y protagonizada por Fonzi.

## Trayectoria

### Cine
| Año  | Título                  | Rol             |
| ---- | ----------------------- | --------------- |
| 2000 | Plata quemada           | Viviana "Vivi"  |
| 2000 | Esperando al Mesías     | Any             |
| 2001 | Vidas privadas          | Ana Uranga      |
| 2002 | Caja negra              | Dorotea Ruiz    |
| 2002 | Relaciones carnales     | Dolores         |
| 2003 | Gerente en dos ciudades | Carmela         |
| 2003 | El fondo del mar        | Ana Martinsen   |
| 2005 | El aura                 | Diana Dietrich  |
| 2007 | La mujer rota           | Camila Guzmán   |
| 2008 | El club de la muerte    | Selma           |
| 2010 | Salamandra              | Alba Muñoz      |
| 2012 | El campo                | Elisa           |
| 2014 | El crítico              | Sofía           |
| 2015 | La patota               | Paulina         |
| 2015 | Truman                  | Paula Casas     |
| 2017 | Nieve negra             | Sabrina         |
| 2017 | La cordillera           | Marina Blanco   |
| 2017 | El futuro que viene     | Romina          |
| 2017 | Restos de viento        | Carmen          |
| 2019 | La misma sangre         | Carla           |
| 2019 | Claudia                 | Claudia Segovia |
| 2019 | Así habló el cambista   | Gudrun          |
| 2021 | Distancia de rescate    | Carola          |
| 2022 | Ritual chino            | Mariana         |
| 2022 | Soy tu fan: La película | Marcela         |
| 2023 | Las fiestas             | Luz             |
| 2023 | Blondi                  | Blondi          |
| 2024 | Nonostante              |                 |

### Televisión
| Año       | Título                                    | Personaje                 | Notas                               |
| --------- | ----------------------------------------- | ------------------------- | ----------------------------------- |
| 1995      | La nena                                   | Sol                       |                                     |
| 1996      | Por siempre mujercitas                    | Candela                   |                                     |
| 1997      | Ricos y famosos                           | Gina / Yoli               |                                     |
| 1998-1999 | Verano del 98'                            | Clara Vázquez             |                                     |
| 1999-2000 | Cabecita                                  | María González            |                                     |
| 2001-2002 | El sodero de mi vida                      | Romina Muzzopappa         |                                     |
| 2002      | Final de juego                            | Lucía                     |                                     |
| 2002      | Tiempo final                              | Tamara                    | "Ep: La poseída"                    |
| 2003      | Disputas                                  | Gala                      |                                     |
| 2004      | Sangre fría                               | Renata Ocampo             |                                     |
| 2005      | Mujeres asesinas 1                        | Claudia Sobrero           | "Epi3: Claudia Sobrero, cuchillera" |
| 2006      | El tiempo no para                         | Lorena "Lola" Giglione    |                                     |
| 2006      | Soy tu fan                                | Carla "Charly"            |                                     |
| 2007      | Mujeres asesinas 3                        | Consuelo                  | "Epi1: Rita, burlada"               |
| 2008      | Mujeres asesinas 4                        | Marcela                   | "Epi4: Marcela, lastimada"          |
| 2009      | 9 MM, crimenes a la medida de la historia | Malena                    |                                     |
| 2012      | Graduados                                 | Azul Vega                 |                                     |
| 2012-2014 | En terapia                                | Ana Irigoyen              |                                     |
| 2013-2014 | Aliados                                   | Energía creadora femenina |                                     |
| 2015      | Según Roxi                                | Loli                      |                                     |
| 2016      | La leona                                  | Eugenia Leone             |                                     |
| 2020      | Puerta 7                                  | Diana                     |                                     |
| 2020      | Manual de supervivencia                   | Eli                       |                                     |

### Teatro
| Año  | Título                  | Autor             | Director            | Teatro                              |
| ---- | ----------------------- | ----------------- | ------------------- | ----------------------------------- |
| 2000 | El señor Bergman y Dios | Marcelo Bertuccio | Roberto Castro      | Teatro Municipal General San Martín |
| 2001 | Amanda y Eduardo        | Armando Discépolo | Roberto Villanueva  | Teatro Municipal General San Martín |
| 2003 | Dios Perro              | Ignacio Apolo     | Alejandra Ciurlanti | Centro Cultural Recoleta            |
| 2012 | Isósceles               | Mariana Chaud     | Mariana Chaud       | El Extranjero                       |

### Cortometrajes
| Año  | Título                     | Personaje |
| ---- | -------------------------- | --------- |
| 2003 | Mujeres en rojo: Rojo Fama | Dolores   |
| 2004 | La ventana y la vecina     | Lucía     |
| 2011 | Las brisas                 | Pilar     |

### Videoclips
| Año  | Título      | Artista                               |
| ---- | ----------- | ------------------------------------- |
| 2004 | Bello abril | Fito Páez feat. Luis Alberto Spinetta |
| 2012 | Algún día   | Leandro Fresco                        |
| 2025 | El gordo    | Marilina Bertoldi                     |

## Premios y nominaciones

###### Festivales
| Año  | Festival           | Categoría    | Película | Resultado |
| ---- | ------------------ | ------------ | -------- | --------- |
| 2012 | Festival de Málaga | Mejor actriz | El campo | Ganadora  |

##### Premios Cóndor de Plata
| Año  | Categoría               | Película         | Resultado |
| ---- | ----------------------- | ---------------- | --------- |
| 2000 | Revelación              | Plata quemada    | Nominada  |
| 2003 | Mejor actriz            | Caja negra       | Nominada  |
| 2003 | Mejor actriz de reparto | El fondo del mar | Nominada  |
| 2013 | Mejor actriz            | El campo         | Nominada  |
| 2016 | Mejor actriz            | La patota        | Ganadora  |

##### Premios Martín Fierro
| Año  | Categoría                              | Título               | Resultado |
| ---- | -------------------------------------- | -------------------- | --------- |
| 2001 | Mejor actriz de reparto                | El sodero de mi vida | Nominada  |
| 2003 | Mejor actriz de unitario y/o miniserie | Disputas             | Nominada  |
| 2004 | Mejor actriz de unitario y/o miniserie | Sangre fría          | Nominada  |
| 2007 | Actriz de reparto en drama             | Mujeres asesinas     | Nominada  |

##### Premios Tato
| Año  | Categoría                              | Título     | Resultado |
| ---- | -------------------------------------- | ---------- | --------- |
| 2012 | Actriz en ficción diaria               | En Terapia | Nominada  |
| 2016 | Actriz de reparto en ficción (comedia) | Según Roxi | Nominada  |

##### Premios Sur
| Año  | Categoría                | Película  | Resultado |
| ---- | ------------------------ | --------- | --------- |
| 2015 | Mejor actriz protagónica | La patota | Ganadora  |

##### Premios Konex
| Año  | Categoría            | Película          | Resultado |
| ---- | -------------------- | ----------------- | --------- |
| 2021 | Mejor actriz de cine | Período 2011-2020 | Ganadora  |

##### Festival Biarritz Amérique Latine Cinémas & Cultures
| Año  | Categoría    | Película  | Resultado |
| ---- | ------------ | --------- | --------- |
| 2015 | Mejor actriz | La patota | Ganadora  |

##### SANFIC, Festival de Santiago
| Año  | Categoría    | Película  | Resultado |
| ---- | ------------ | --------- | --------- |
| 2015 | Mejor actriz | La patota | Ganadora  |

##### Premios Platino del Cine Iberoamericano
| Año  | Categoría                     | Película  | Resultado |
| ---- | ----------------------------- | --------- | --------- |
| 2016 | Mejor interpretación femenina | La patota | Ganadora  |